# Cyclopetta boetiusae
Cyclopetta boetiusae is een eenoogkreeftjessoort uit de familie van de Cyclopettidae. De wetenschappelijke naam van de soort is voor het eerst geldig gepubliceerd in 2000 door Martínez Arbizu.